# Xavier Martínez
Xavier Martínez (* 7. Februar 1869 in Guadalajara, Mexiko; † 13. Januar 1943 in Carmel-by-the-Sea, Kalifornien) war ein kalifornischer tonalistischer Künstler des späten 19. und frühen 20. Jahrhunderts, der die US-amerikanische Staatsbürgerschaft erwarb. Er war der Gründer der California Society of Artists und verbunden mit bekannten Künstlern der Ära wie Francis McComas, Childe Hassam und Arthur Mathews.

## Kindheit in Guadalajara
Er begann seine Mitschüler und Lehrer in jungem Alter an der öffentlichen Schule zu skizzieren. Nach der Schule arbeitete er im Buchladen seines Vaters als Buchbinder und Drucker. Er lernte Französisch und schrieb Gedichte, bewunderte die Gedichte von Goethe, Schiller und verschiedenen französischen Dichtern. In seinen späteren autobiographischen Schriften erinnert er sich, wie seine Mutter ihn als 10-jährigen die Bewegungen der Himmelskörper lehrte. Er reflektierte, dass er zu diesem Zeitpunkt die erste Erkenntnis eines Rhythmus in der Ordnung der Dinge hatte. Im Alter von 13 begann er das Liceo de Varones zu besuchen, wo er präkolumbische Archäologie und sein Tarascan-Erbe studierte. Er zeichnete sich in indianischen Künsten aus und malte eine Kopie von Tizians Grablegung in Öl.

## San Francisco von 1893 bis 1897
Nach Ankunft in San Francisco besuchte Martinez die California School of Design, auch bekannt als das Mark Hopkins Institute of Art. Er graduierte mit hohen Ehren und erhielt die Avery Golden Medal für Exzellenz in allen künstlerischen Medien. Sofort bekam er ein Angebot als Assistent des Institutsleiters, Arthur Frank Mathews. Er wurde Mitglied des exklusiven Bohemian Club.

## Paris von 1897 bis 1901
In Paris besuchte er die École des Beaux-Arts, Atelier Gerome. 1898 schickte er eine Anzahl Gemälde mit Pariser Szenen zurück an den Bohemian Club für eine Ausstellung. Darunter waren Ils de Corbeau, Market in Arcucil Cachan und Garden of Luxembourg, near Pont Neuf. 1900 besuchte er die Akademie Eugène Carrières und gewann eine ehrenvolle Erwähnung bei der Weltausstellung 1900 für sein Gemälde von Marion Holden.

## Rückkehr nach San Francisco, Mexiko-Reisen und Ehe
1901 teilte er in San Francisco ein Atelier mit Gottardo Piazzoni und wurde in diesem Jahr ein Staatsbürger der Vereinigten Staaten. Er inserierte als Porträtmaler, fuhr jedoch auch damit fort, Landschaften zu malen. 1902 half er bei der Gründung der California Society of Artists und stellte zweimal aus, darunter am Mark Hopkins Institute of Art. Unter den Gemälden, die gezeigt wurden, befanden sich: By the Lake, Le Reve, New Year in Chinatown und By the Sea.
1904 reiste er nach Tepic, Mexiko; Anlässlich seiner Rückkehr veranstaltete er eine Ausstellung im Bohemian Club, die die Gemälde The Outcast und Paris La Nuit enthielt. 1905 kehrte er mit seinem Freund, dem Künstler Maynard Dixon nach Guadalajara zurück. Wieder in San Francisco hielt er eine Reihe von Ausstellungen ab, darunter auch eine in New York, die sein kürzlichen mexikanischen Genre-Gemälde betonte. In diesem Jahr erstellte er eines seiner wichtigsten Werke: The Prayer of the Earth.
Nach dem San-Francisco-Erdbeben von 1906 zog er über die Bucht nach Piedmont und traf Elsie Whitaker, die Tochter des Autors Herman Whitaker. Am 17. Oktober 1907 heiratete er sie in Oakland, Kalifornien und begann ein Atelier in Piedmont zu errichten. In diesem Jahr malte er The Road, heute im Besitz des Museums Legion of Honor.

## Karriere als Lehrer
1908 begann er an der California Academy of Arts and Crafts in Oakland zu unterrichten, die später bekannt wurde als California College of the Arts. Von 1909 bis 1912 veranstaltete er zahlreiche Ausstellungen und unterrichtete verschiedene Klassen an der Akademie in Berkeley und Monterey. 1912 half er die California Society of Etchers zu gründen; im folgenden Jahr wurde er in die National Geographic Society gewählt und erhielt einen Schlüssel zum Capitol Club in Monterey. Ebenfalls 1913 reiste er mit Francis McComas zum Malen in die Wüste von Arizona. Am 26. August 1913 wurde seine Tochter Micaela geboren.
1914 kamen die amerikanischen Impressionisten Childe Hassam und Edward Simmons nach Piedmont um Martínez’ Wüstengemälde zu sehen. Im folgenden Jahr stellte er auf der Panama-Pacific International Exposition (1915) aus (wo er eine ehrenvolle Erwähnung gewann) und im Golden Gate Park Museum in San Francisco. Während dieser ganzen Periode hatte er Ausstellungen in New York, Philadelphia und San Francisco. Bemerkenswerte Gemälde dieser Zeit sind Head of a Girl, The Storm, Piedmont Hills und Lake Merritt.
Von 1916 bis 1920 hatte er zahlreiche Ausstellungen, darunter am Palace of Fine Arts, The San Francisco Art Association und dem Hotel Oakland. Eines seiner berühmten Gemälde dieser Ära ist The Bathers, heute im Crocker Art Museum. Er unterrichtete auch einen Kurs in Kostüm- und Drapierungsdesign zusätzlich zu seinen Mal-Klassen.
Martínez wurde 1921 Mitglied der American Federation of Arts. In den nachfolgenden Jahren fuhr er fort auszustellen, wurde aber zunehmend als Juror berufen, um die Arbeit anderer Künstler zu beurteilen. 1935 zeigte er The Green Moon am San Francisco Art Museum. 1939 stellte er das Portrait of Elsie auf der Golden Gate International Exposition, Treasure Island, aus. Martínez wurde 1940 ausgewählt als einer von dreien (zusammen mit Fra Junípero Serra und William Keith) Kalifornien in der Hall of Fame auf der Weltausstellung in New York zu repräsentieren.

## Permanente Ausstellungen
Xavier Martínez’ Gemälde finden sich in folgenden Museen:
- Legion of Honor, ein Kunstmuseum in San Francisco
- Crocker Art Museum, Sacramento, Kalifornien
- Oakland Museum of California

## Bibliographie
- Xavier Martínez, Aztecas--Naluatlecas or Mexicas, California Arts and Architecture, (1935)
- George W. Neubert, Xavier Martínez (1869-1943), Oakland Art Museum (1974)
- Barbara Novak, American Painting of the Nineteenth Century, Praeger Publishers, New York (1969)
- Kevin Starr, Americans and the California Dream (1850-1915), Oxford Press, New York (1973)